# Ljutomerski kasač
Ljutomerski kasač, ponekod poznan tudi kot ljutomerec, je slovenska tradicionalna pasma domačega konja, ki izvira iz območja Ljutomera, kjer naj bi nastala nekje leta 1880. Gre za pasmo tipičnih toplokrvnih konj, ki so praviloma rjavci. Do šestdesetih let 20. stoletja so živali pomagale kmetom pri kmečkih opravilih in prenašanju blaga, danes pa se pasma vzreja in uporablja zlasti v športne namene (kasaštvo) in ljubiteljsko jahanje. Od 9. maja 2025 je »reja in vzreja ljutomerskih kasačev« vpisana v Register nesnovne kulturne dediščine v zvrst znanja o naravi in okolju ter podzvrst znanja o živalskem svetu.

## Status pasme
Trenutna sta na seznam slovenskih tradicionalnih pasem konj uvrščeni zgolj dve pasmi, poleg ljutomerskega kasača tudi haflinški konj. Po mnenju nekaterih strokovnjakov pasma izpolnjuje vse pogoje, potrebne za uvrstitev med slovenske avtohtone pasme domačih živali. V Sloveniji so se ponekod zaradi želje po poenotenju vseh kasačev Slovenije (ali celo Jugoslavije) začele pojavljati težnje po opuščanju pridevnika ljutomerski in uporabi označbe slovenski oziroma jugoslovanski.

## Izvor in razširjenost
Poreklo te konjske pasme predstavlja mesto Ljutomer (okrog 1880), kjer so se že dolgo obdobje ukvarjali s konjerejo, na kar opozarja tudi ljutomerski grb iz 15. stoletja, ki ponazarja po travi dirjajočega enorogega konja, obkroženega s srebrnim ščitom. Z načrtno rejo toplokrvnih konj, po pričevanju številnih virov hitrih konj orientalskega izvora, se je pričelo v 18. stoletju. Konje začetnike naj bi predstavljale prve registrirane domače kobile, predvidoma v tipu angleškega ali arabskega polnokrvnega konja, v enem primeru tudi lipicanca. Konjerejska panoga je v tistem času uživala podporo oblasti, dirkalni šport pa je bil priljubljen tudi med aristokrati. Ključno vlogo pri vzreji so imeli kmetje, ki so konje sprva uporabljali pri kmečkih opravilih in transportu, pri čemer je bilo pomembno, da so konji hitri in sposobni premagovanja daljših razdalj, zato so se s svojimi živalmi lastniki pogosto med seboj pomerjali v dirkanju.
Ljutomerskemu kasaču naj bi hitrost izboljšali s pomočjo oplemenjevanja s tujimi kasači; francoskimi, orlovimi, norfolškimi in ameriškimi. V letu 1884 so na rejsko področje uvozili prvega norfolškega kasača Radautza in orlovega kasača Krolika. Sčasoma je pri reji prišlo do prevlade ameriških kasačev, čeprav so zabeležili nekaj posameznih poskusov križanja z drugimi pasmami kasačev, recimo orlovim kasačem Hipolijem in manjšim številom francoskih kasačev. Na razvoj ljutomerskega kasača je z izvozom plemenskih žrebcev v Ljutomer močno vplivala nekdanja kobilarna kasačev v Turnišču pri Ptuju, ki je tam delovala v obdobju 1947–1965. Nastala naj bi iz propadle kobilarne (ergele) kasačev Djoko Djunderski v Kulpinu, Vojvodini, po zaprtju leta 1965 pa se je iz Turnišča premaknila nazaj v Srbijo, najprej v Pančevo in zatem v Ado.
Prve organizirane ljutomerske konjske dirke naj bi potekale leta 1874, ko je dirkalno progo predstavljala kar cesta, ki pelje od Križevcev do Ljutomera. V Ljutomeru so že zgodaj, leta 1875, ustanovili Društvo za dirkanje s kobilami v kasu, ki velja za drugo najstarejšo tovrstno organizacijo v Evropi. Svoj sedež je v Ljutomeru dobila tudi leta 1994 ustanovljena Kasaška zveza Slovenije. Med uspešnejše kasače sodi Brown, ki je s časom pod 2 minuti vidno izboljšal tekmovalni rekord v dirkah. Poznana je tudi kobila Minka, ki si je pridobila naziv najhitrejše kobile Avstro-Ogrske, ker je zabeležila kilometrski čas zgolj 1:39 minute.
Ljutomerski kasač se pojavlja predvsem v severovzhodni Sloveniji, z vzrejnimi središči lociranimi v Ljutomeru, Mariboru, Komendi, Šentjerneju in Ljubljani. Populacija ljutomerskega kasača iz leta 2020 naj bi štela okrog 400 konj in imela stabilen trend. Pasma je ogrožena zaradi pomanjkanja finančnih sredstev (vzgoja dirkalnih in tekmovalnih kasačev je draga), majhne populacije in nizkega deleža razmnožujočih se konj, problem pa je tudi oplemenjevanje s tujimi kasači (predvsem ameriškim), ki vodi v pritok tujih genov v ljutomerčev genski bazen.

## Značilnosti

### Izgled
Ljutomerski kasač je toplokrvni konj srednjega okvirja (žrebci višine 155–165 cm, kobile 150–165 cm) in skladne telesne gradnje. Konjeva glava je srednje velika, suha in plemenita. Ljutomerec ima srednje dolg do dolg vrat, ki je tako dobro nasajen kot tudi dobro omišičen. Nasploh je trup dolg, širok in globok, konjev viher dobro oblikovan, srednje dolg hrbet prožen, dolg križ širok in zadovoljivo omišičen ter pleča dolga. Ljutomerčeva srednje velika kopita so pravilno oblikovana. Ljutomerca je moč videti v različnih barvah (z izjemo sive), veliko je zlasti rjavcev (rejci preferirajo predvsem konje s čim manj depigmentiranimi – belimi znaki). Živali dozorijo relativno zgodaj in so kot številni drugi toplokrvneži živahnega ter dobrohotnega značaja.

### Reja in uporabnost
Prevladuje tipična hlevska reja, kombinirana s pašo in izpusti. Kasneje se mlade živali in tekmovalne kasače vzreja v posamičnih boksih, pri čemer so živali deležne rednih treningov in izrednih priprav na tekmovanja. Današnje ljutomerske kasače se redi v glavnem za oblikovanje uspešnih dirkalnih konjev, ki zmorejo zaradi zgodnje zrelosti tekmovati že pri zgolj dveh letih. Del živali, ki ne ustreza časovnim in tekmovalnim standardom, služi rekreacijski, turistični in vprežni ježi. Moderni kasači za razliko od nekdanjih le poredko delujejo kot delovni konji za opravljanje raznih kmečkih nalog.
Konj ima tipične značilnosti kasačev; hodi so pravilni, enakomerni, lahkotni, energični in izdatni, pa tudi racionalni (še posebej v kasu), kar pomeni, da zmore žival za najdaljšo pot porabiti razmeroma malo energije. Kasače se uči teči v kasu – hitremu teku, pri katerem se enakočasno pomikata diagonalna para nog; kar pomeni, da hkrati pomikajo najprej zadnjo levo in prednjo desno nogo, zatem preostali dve okončini (za razliko od ostalih športnih konj, kjer premikanje poteka s hkratnim pomik obeh sprednjih ali obeh zadnjih nog). Kasaški konji so značilni po tem, da imajo med premikanjem naenkrat tri noge v zraku, medtem ko sta pri drugih konjih v zraku le dve. Ljutomerčevim žrebetom je del teh kvalitet že prirojen, za vzgojo kvalitetnega kasača pa je potrebno učenje s pričetkom pri starosti enega leta.